# Мартін Деміш
Мартін Деміш (нім. Martin Dehmisch; 12 листопада 1896, Бауцен, Німецька імперія — 25 вересня 1918, Абанкур, Франція) — німецький льотчик-ас, лейтенант Імперської армії.

## Біографія
Учасник Першої світової війни. Влітку 1918 року літав у складі 58-ї винищувальної ескадрильї. 24 вересня 1918 року в бою над Абанкуром зазнав важких поранень, від яких помер наступного дня.
Всього за час бойових дій здобув 10 перемог.